# 獅城大廈
獅城大廈（Plaza Singapura）是一家现代购物中心，位于新加坡乌节路（Orchard Road），毗邻多美歌站。该购物中心由凯德集团管理，并由凯德商用新加坡信托拥有。在七个楼层和两个地下室设有零售店。该购物中心在建筑物的后部有一个停车场，地下有两个地下室。该购物中心深受家庭，青少年和年轻人的欢迎。
该购物中心于1974年首次开业，并于2012年进行了大规模改建，其中包括建造新的区域，使零售空间增加了25％。它是乌节路最古老的购物中心之一。

## 历史
獅城大廈于1974年完工，由BEP Akitek Pte Ltd设计。竣工时，它是新加坡和东南亚最大的购物中心之一。购物中心的主要租户包括当年9月14日开业的八佰伴百货公司，八佰伴（现在的Best Denki ），雅马哈乐器陈列室和电子琴，钢琴，鼓和其他乐器的音乐学校。
购物中心由凯德集团的前身星展置地管理。有三个内部庭院，一个外部前庭使人们免受外界交通和商业活动的噪音的心理缓解。

## 建筑
学生描述该建筑物显得“块状”，并且玻璃纤维装饰的壁画在正面和两侧都很不灵敏，就像一些著名的娘惹风格建筑物一样。它曾经在建筑物中容纳两个雕塑，该雕塑是由已故著名雕塑家伍英腾设计的，现已被拆除。
直到1997年年中亚洲金融危机期间，该购物中心才进行了大修，当时它进行了大规模翻新，外观焕然一新，并于1998年底重新开业。2002年到2003年的SARS时期，情况发生了变化，当时购物中心再次进行了新的租户组合改造。该购物中心的地下室进行了翻新，并建造了与多美歌站的直接链接。为了方便购物者在地下室2，地下室1和第一层之间通行，大楼中还安装了自动人行道。
2008年，广场进行了进一步的更改。购物中心的7楼进行了整容，并有租户出售玩具，礼物和与爱好相关的物品，例如剑和cosplay服装。

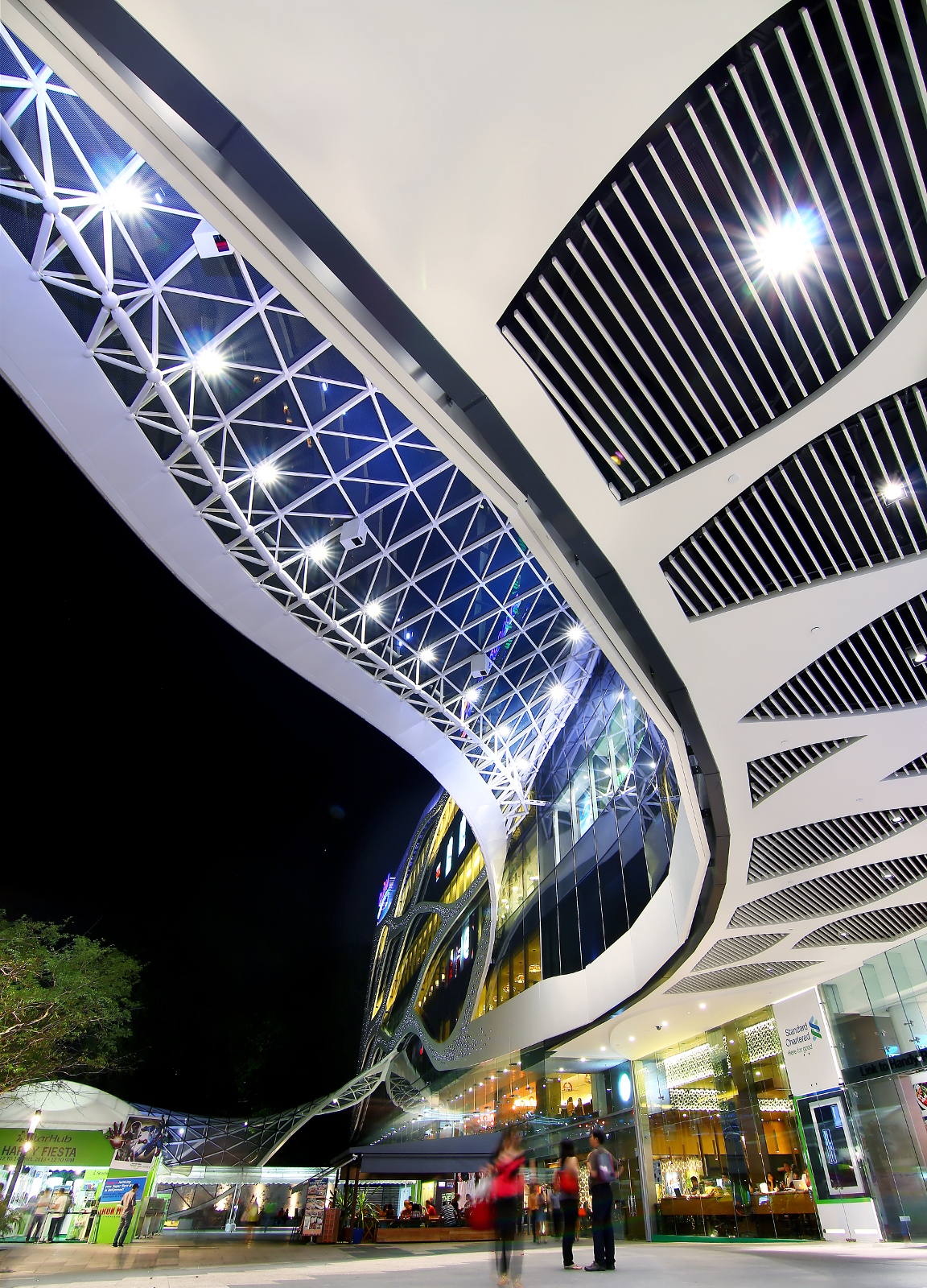
装修后的獅城大廈

在2012年，它经历了重大的翻修工作将耗资约1.5亿美元。第一阶段表示将拥有多个办公室的Atrium @ Orchard的前三层转换为商店空间。第二阶段涉及前7,500 m2的 家乐福（当年9月30日退出后，它变成了一家“失踪的”商店），其在2013年6月竣工，转换为地下2层的超市Cold Storage和1层的百货商店John Little 。
2015年，它进行了室内装修工程。地板饰面，厕所，电梯大堂将进行升级。同时2楼还将增加更多的护理室。

## 图片

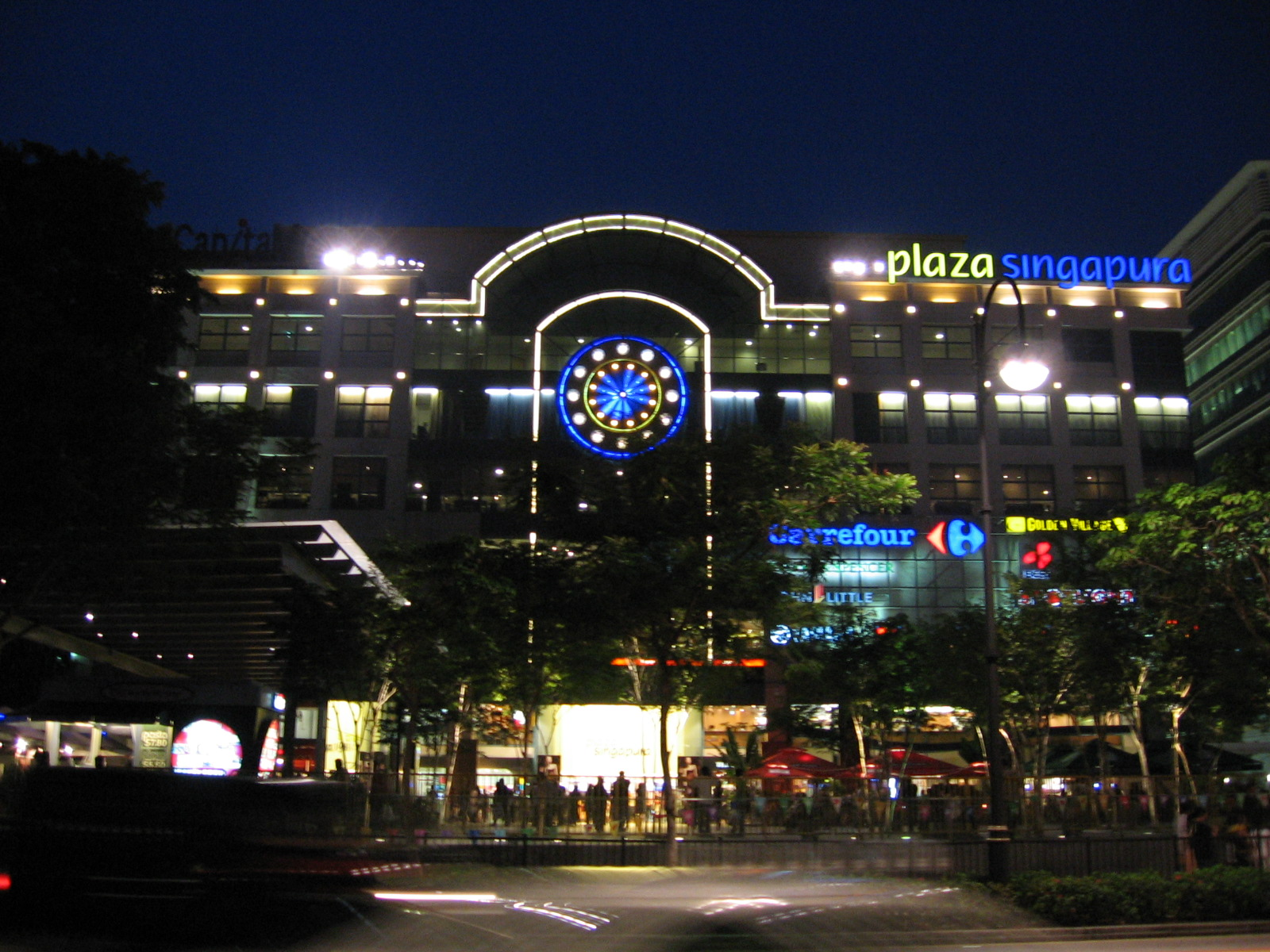
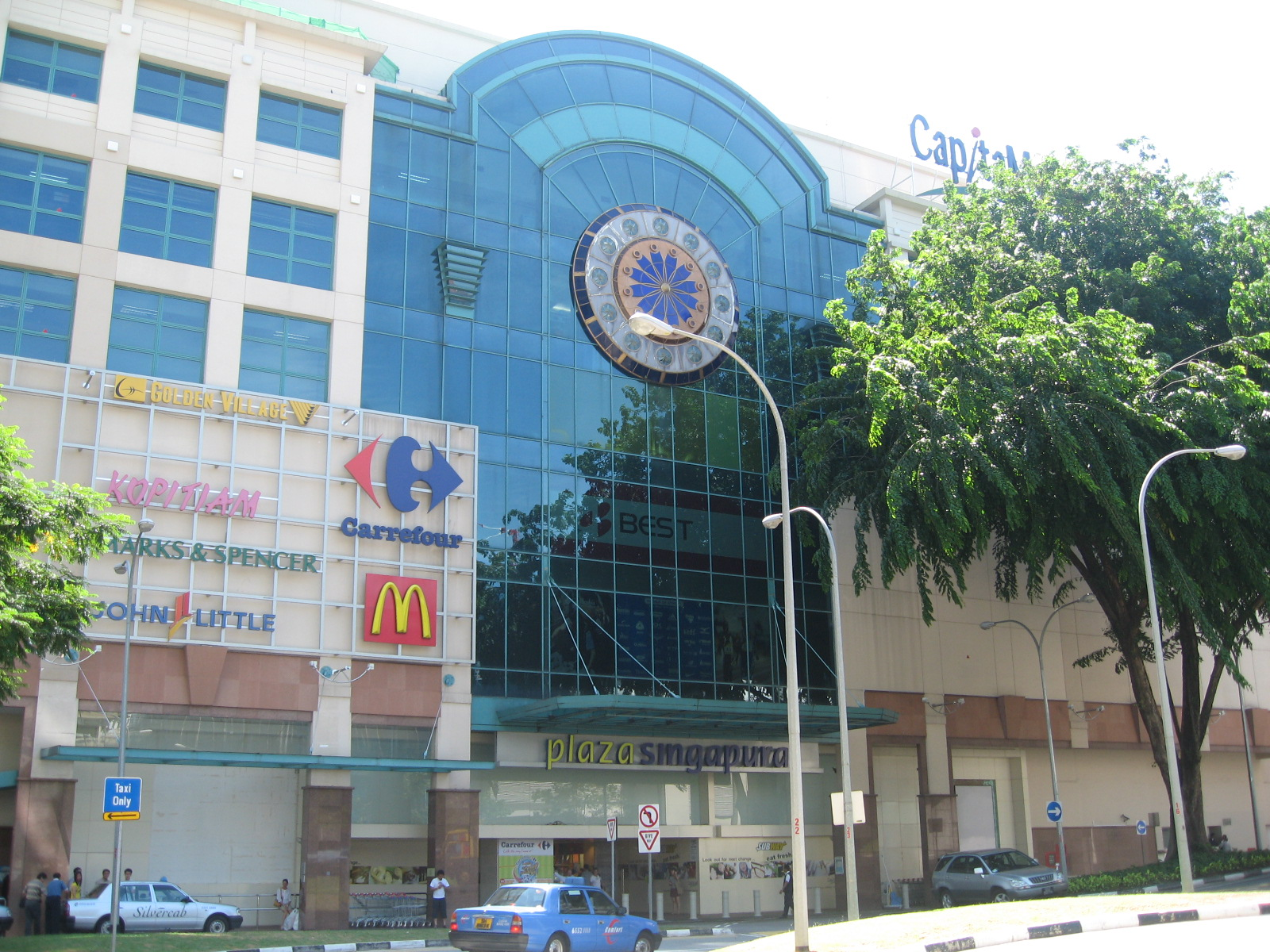
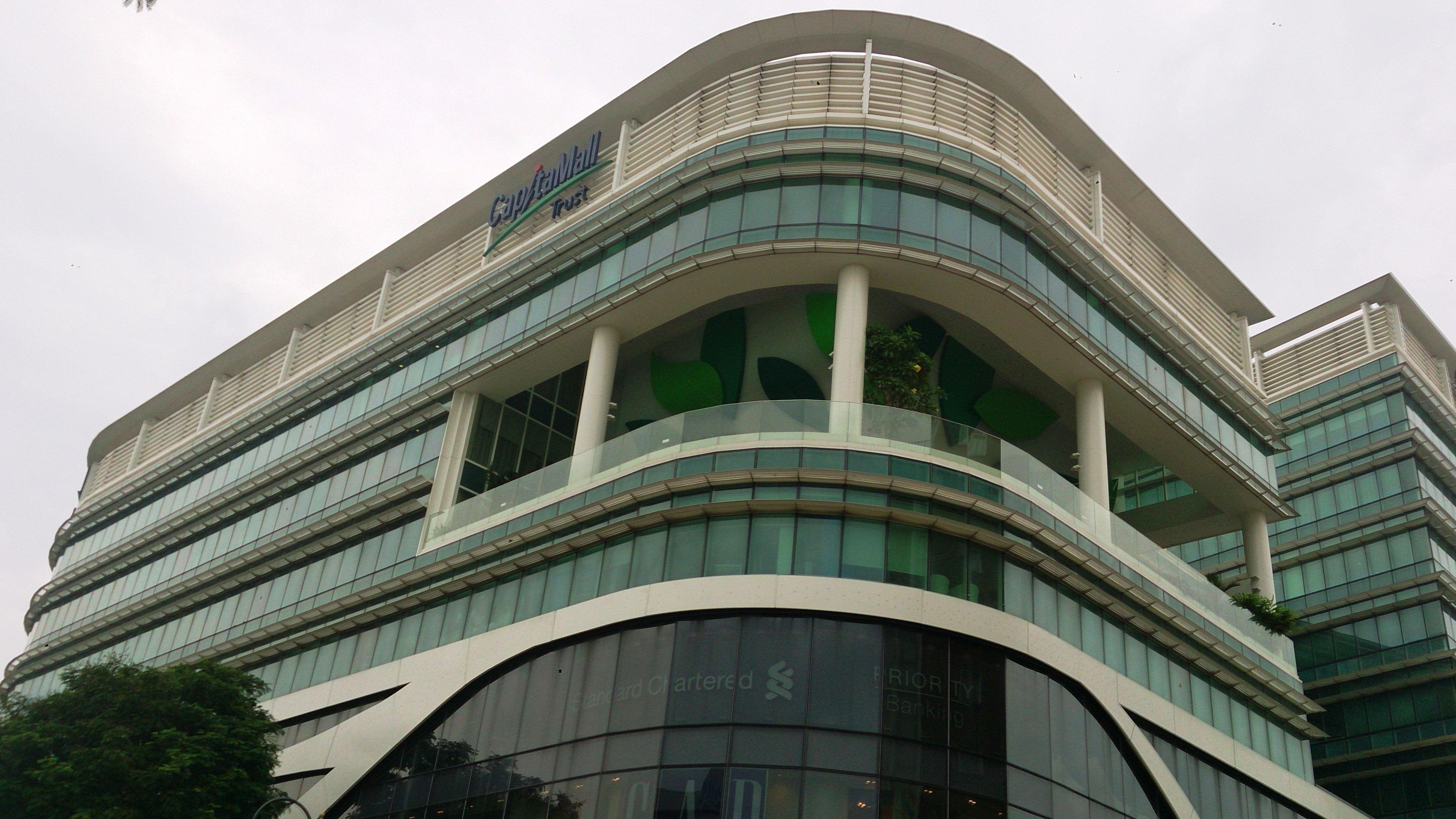
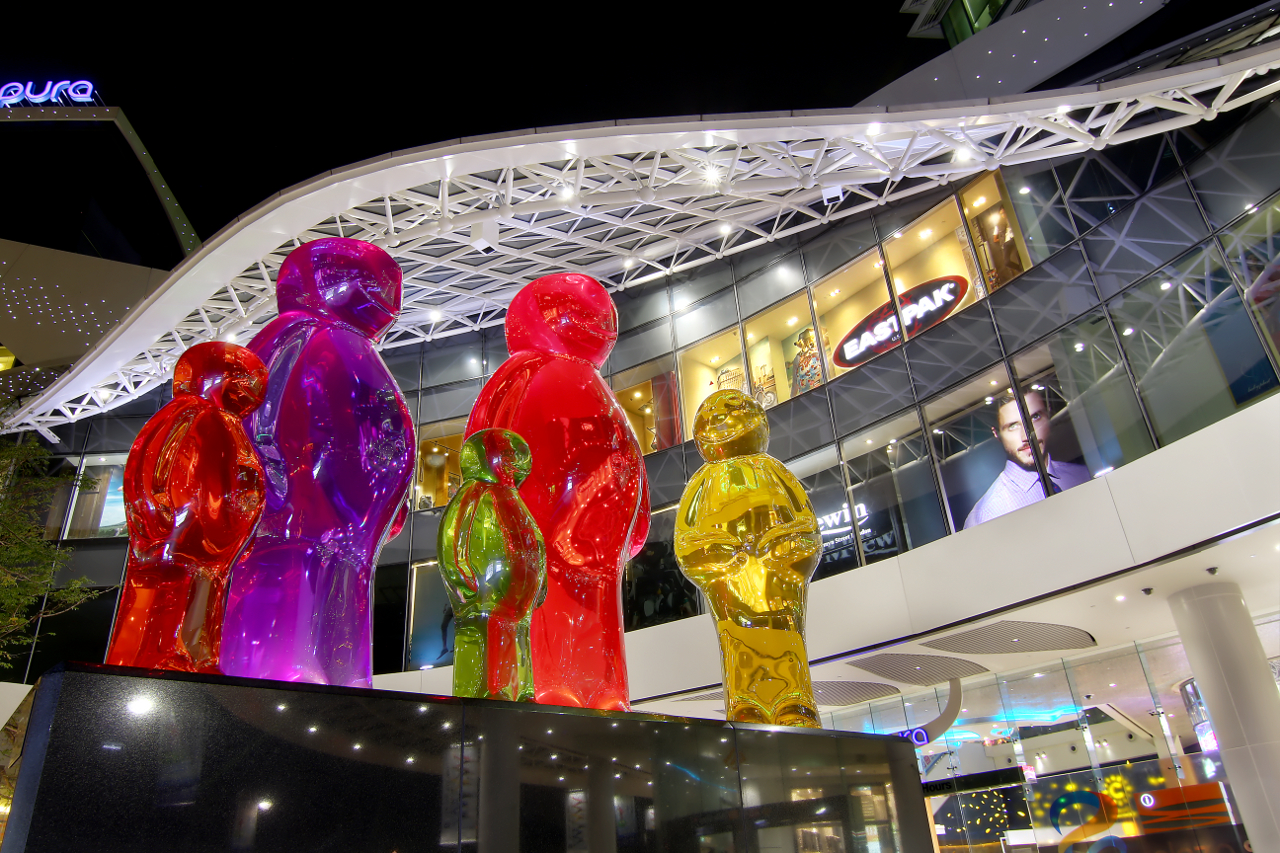
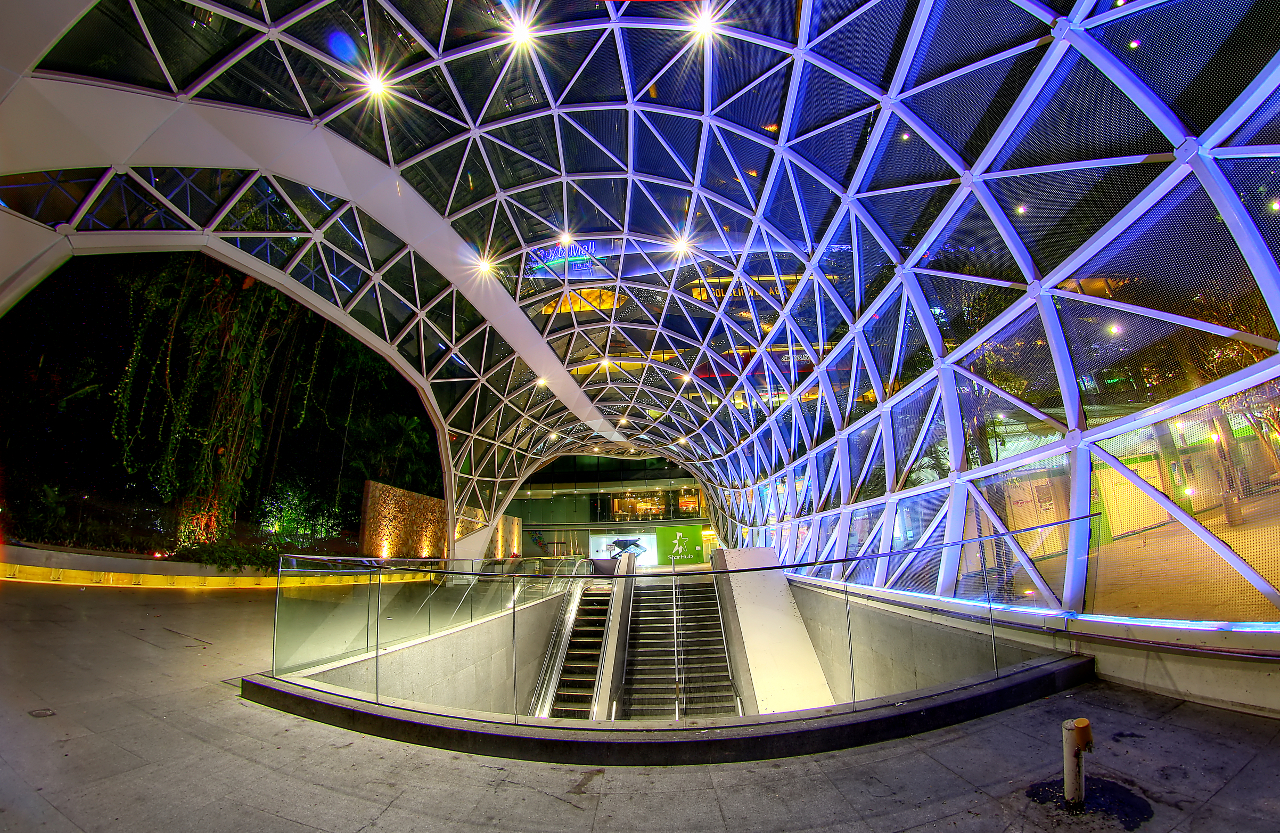
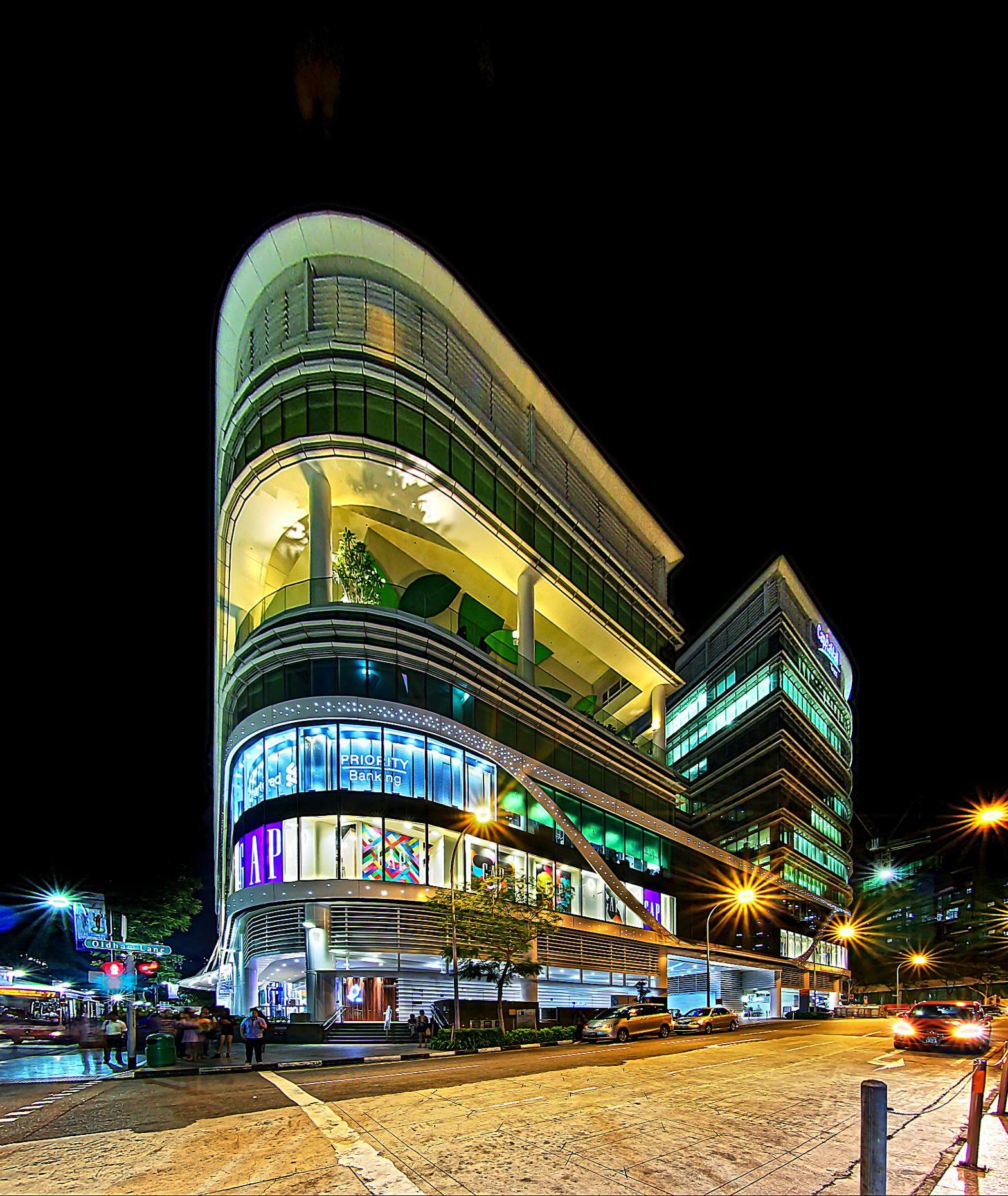
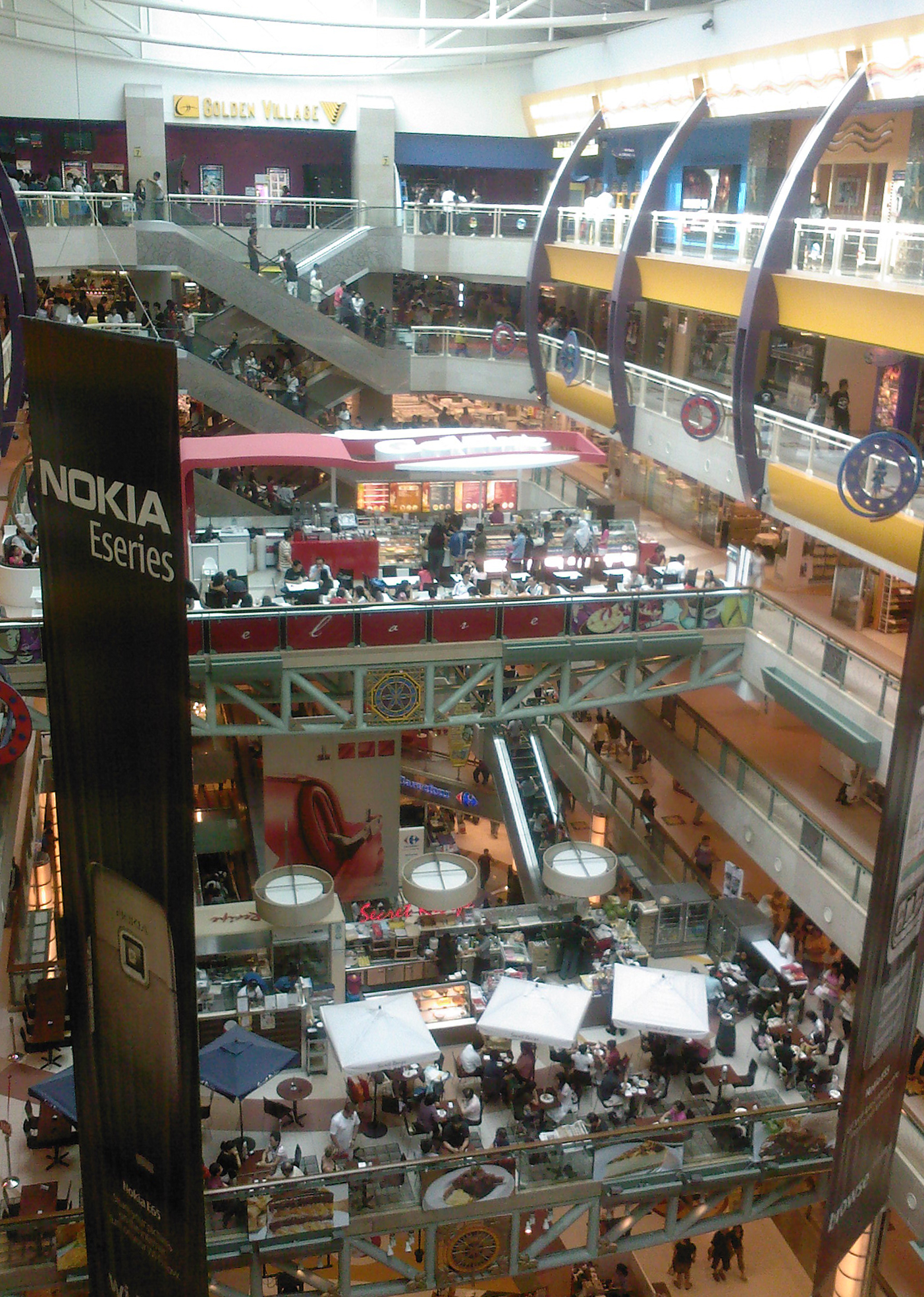